# Leioproctus clypeatus
Leioproctus clypeatus är en biart som först beskrevs av Cockerell 1916.  Leioproctus clypeatus ingår i släktet Leioproctus och familjen korttungebin. Inga underarter finns listade i Catalogue of Life.

## Bildgalleri

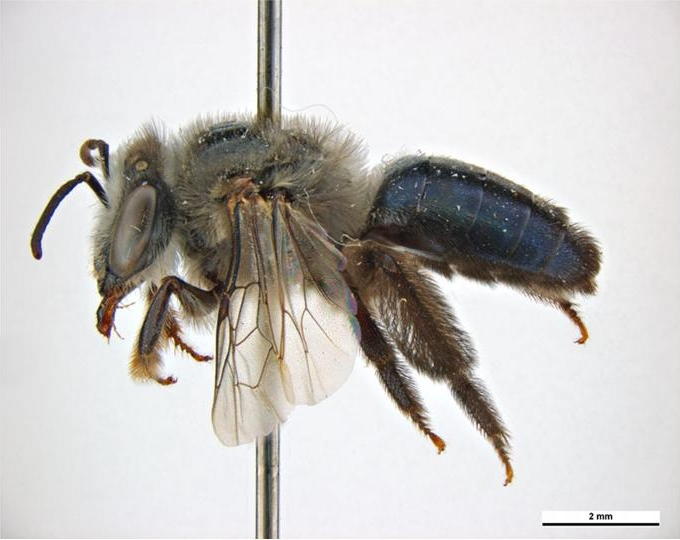